# Fravitta (patriarca di Costantinopoli)
Fravitta noto anche come Fravita,  Flavita o Flaviano II (in greco Φραβίτας?, Fravitas; V secolo – Costantinopoli, marzo 490) è stato un arcivescovo ortodosso goto, che ha ricoperto la carica di Patriarca ecumenico di Costantinopoli tra il 489 e il 490.

## Elezione
Secondo Niceforo Callisto Xanthopoulos, alla morte del patriarca Acacio di Costantinopoli, l'imperatore Zenone mise sull'altare della grande chiesa di Costantinopoli due fogli di carta. Su uno era scritta una preghiera affinché Dio mandasse un angelo a scrivere sul foglio bianco il nome di colui che Egli desiderava fosse il patriarca. Fu ordinato un digiuno di 40 giorni di preghiera. La chiesa fu affidata alla custodia di un eunuco confidenziale, il ciambellano imperiale, e il sigillo imperiale fu incastonato sullo scrigno contenente i documenti.
Fravitta era un presbitero goto del sobborgo di Sicques, responsabile della chiesa suburbana di Santa Tecla. Alimentato dall'ambizione, avrebbe pagato all'eunuco ingenti somme e gliene avrebbe promesso altre, in cambio che scrivesse il suo nome sul foglio bianco. Alla fine dei 40 giorni il cofanetto fu aperto; fu trovato il nome di Fravitta, il quale fu intronizzato nell'acclamazione generale. Quattro mesi più tardi morì e il potente eunuco stava facendo pressione sui suoi esecutori per l'oro promesso. Questi rivelarono la spiacevole storia all'imperatore. Il contraffatore fu espulso da tutti i suoi impieghi e scacciato dalla città. L'imperatore Zenone, vergognandosi del proprio fallimento, affidò l'elezione del nuovo patriarca al clero.
Tuttavia, la corrispondenza tra Zenone, Fravitta e Papa Felice III sull'elezione non mostra alcuna traccia di questa storia.

## Rapporti con Roma e Alessandria
Fravitta scrisse simultaneamente lettere al Papa Pietro III d'Alessandria chiedendo la sua comunione e una lettera sinodale a Papa Felice di Roma per la sua approvazione e cooperazione, quando i due patriarchi erano divisi dallo scisma acaciano. Il sinodale fu portato a Roma dai monaci di Costantinopoli che si erano sempre tenuti separati da Acacio e dal suo alleato Pietro. Una lettera di accompagnamento di Zenone mostrava grande affetto per Fravitta; Zenone aveva lavorato a favore della sua elezione perché lo riteneva degno e per ripristinare la pace e l'unità nelle chiese. Papa Felice, deliziato dalle lettere, fece leggere ad alta voce lo scritto di Zenone alla delegazione e a tutto il clero di Roma, che espresse forte consenso.
Quando il Papa, tuttavia, chiese che i monaci di Costantinopoli si impegnassero a togliere i nomi di Acacio e Pietro dai dittici, essi risposero che non avevano istruzioni in merito. La gioia del Papa fu distrutta dall'arrivo a Roma di una copia della lettera che Fravitta aveva inviato a Pietro III, negando ogni comunione con Roma. Il Papa non avrebbe più ascoltato una parola dai monaci. Felice lo sospese dalla comunione ecclesiastica finché non avesse estromesso Acacio e Pietro, ma Fravitta non ricevette la risposta del papa perché morì prematuramente, 3 mesi e 17 giorni dopo la propria elezione.